# Tipula confusa
Tipula confusa är en tvåvingeart som beskrevs av Frederik Maurits van der Wulp 1883. Tipula confusa ingår i släktet Tipula och familjen storharkrankar. Arten är reproducerande i Sverige. Inga underarter finns listade i Catalogue of Life.